# Хрептович-Бутенев, Аполлинарий Константинович
Аполлина́рий Константи́нович Бутенёв, с 1899 г. граф Хрептович-Бутенёв ( Chrieptowicz-Bouteneff; 30 апреля 1879 — 30 июня 1946) — русский дипломат и землевладелец из рода Бутеневых, заметная фигура русской эмиграции.

## Происхождение

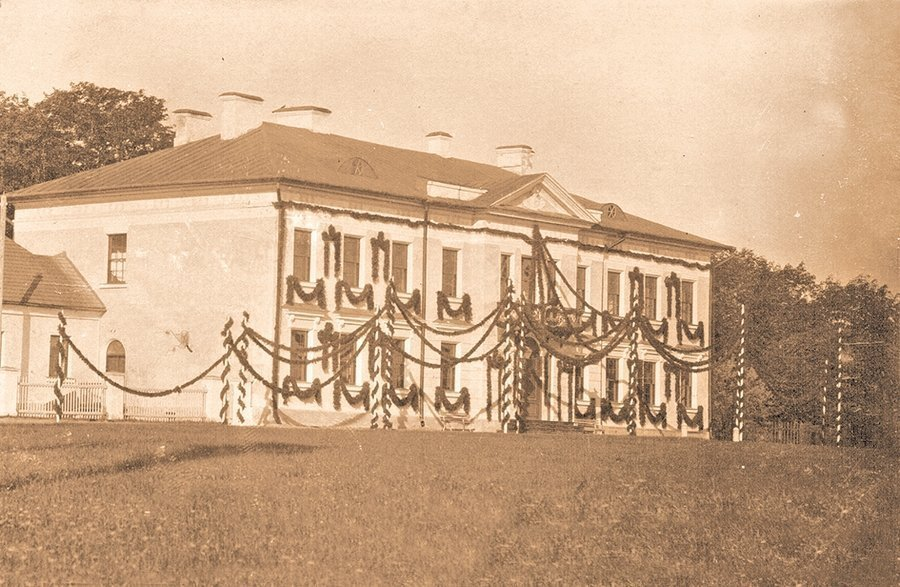
Усадьба Бешенковичи

Родился в имении Бешенковичи Лепельского уезда Витебской губернии в семье с давними дипломатическими традициями. Отец — Константин Аполлинарьевич Бутенев (1848—1933) — в 1899 г. унаследовал известную белорусскую усадьбу Щорсы вместе с правом именовать себя графом Хрептовичем. Всего в Белоруссии ему принадлежало более 50000 десятин земли. 
В ноябре 1920 г. эвакуировался из Крыма в Галлиполи. После короткого пребывания в Сербии обосновался в 1924 г. с семьёй и родственниками в Кламаре близ Парижа. На своём обширном землевладении устроил православную церковь для эмигрантов. Вот что об этом вспоминает митрополит Евлогий (Георгиевский):

Одной из первых церквей, возникших под Парижем, был полуприход – полудомовая церковь в Кламаре. Там поселился граф К.А.Бутенев-Хребтович и многочисленные его родственники: Трубецкие, Лопухины... Граф Хребтович нанял барскую усадьбу и решил для себя, своей родни, для всех чад и домочадцев устроить церковь. Через месяц в саду усадьбы уже виднелась церковка: ее заказали на одной столярной фабрике.
Граф Хрептович также стоял у истоков Свято-Сергиевского подворья и богословского института. Прихожанин его домовой церкви М. М. Осоргин вспоминал, как однажды во время посещения храма он получил от члена учредительного комитета Сергиевского подворья недостающую сумму для приобретения земельного участка под подворье:

В саду меня неожиданно поразил вид возбужденного старичка-графа, который нетерпеливо махал мне издали какой-то бумажкой, повторяя: «Поздравляю, поздравляю». Думая, что он поздравляет меня с рождением, я подхожу к нему и вдруг вижу, что он протягивает мне чек в 12000 франков. Что же я узнал?! Оказывается, выезжая из Австрии во Францию, граф оставил тамошнему своему доверенному в делах какую-то акцию, не котировавшуюся тогда на бирже, с поручением продавать её в случае, если бы она выгодно поднялась в цене. Вот этот поверенный и писал теперь графу, что акция сильно поднялась, и он ликвидировал её, боясь ждать дальше. Результат ликвидации — 12000 франков — он посылает графу. Граф отдал мне эти деньги на покрытие недостающей суммы для ввода во владение.
Мать А. К. Бутенева — Вера Васильевна (1853—1887) — покоится в Донском монастыре рядом со своим отцом, генерал-майором В. В. Ильиным. Назван родителями в честь деда — видного дипломата Аполлинария Бутенёва.

## Биография
Подобно многим своим родственникам, Аполлинарий Константинович выбрал для себя дипломатическую стезю. В 1905-09 гг. 2-й секретарь посольства в Японии, в 1909-11 гг. секретарь посольства в Англии. Накануне революции служил в Первом департаменте Министерства иностранных дел в чине коллежского асессора. Принимал активное участие в деятельности ряда общественных организаций, включая Московское губернское отделение Всероссийского земского союза. В 1908 г. получил орден св. Станислава 3 ст.

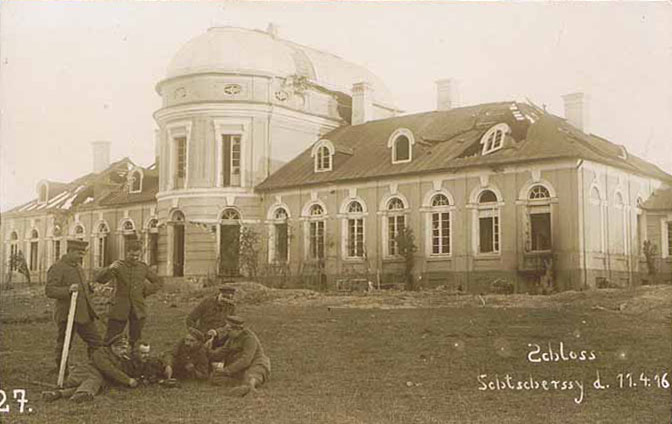
Усадьба Щорсы

После революции вместе с семьёй выехал через Турцию в Сербию, а оттуда во Францию. Источником дохода семьи служило оставшееся в Польше имение, за которым приглядывал наёмный управляющий. В 1934 г. в Польше был издан закон, вынуждавший землевладельцев под страхом национализации жить в своих поместьях и вести в них хозяйство. Год спустя граф нехотя покинул Париж и приехал в дедовское имение Щорсы под Новогрудком (территория Польши). При оформлении польского гражданства (1932) был вынужден опустить в паспорте графский титул. Из воспоминаний родственника:

Имение Хрептовича поляки сильно обкорнали, оставив дяде Поле 250 гектаров пашни и 10 тысяч гектаров леса. Дядя Поля отстроил почти заново здание библиотеки, сделав из неё хороший двухэтажный дом для своей семьи.
Осенью 1939 года в эти края пришли советские войска.  Хрептович-Бутенев с женой были арестованы. В 1940 г. на время судебного процесса Хрептович-Бутенев был переведён в Минск. Его жена, работавшая в музыкальной школе Новогрудка, была арестована и с партией ссыльных поляков отправлена под конвоем в Казахстан. Пока она писала письма на имя Сталина с просьбами сообщить о судьбе мужа, тот содержался в тюрьме г. Барановичи. В июне 1941 г. она преподавала музыку в Актюбинском строительном техникуме.
С приходом немцев тюремная охрана разбежалась, и Хрептович-Бутенев оказался на свободе. Он вернулся в Щорсы и какое-то время жил в поместье, а потом уехал во Францию. В 1945 г. с ним воссоединилась супруга, выехавшая из СССР через Персию в Александрию, где работала медсестрой в госпитале. Хрептович-Бутенев умер год спустя и был похоронен на кладбище церкви в Кламаре.

## Семья
Женился 23 мая 1910 г. в Москве на княжне Марии Сергеевне Трубецкой (1888—1934), дочери философа князя С. Н. Трубецкого и его жены Прасковьи Владимировны, урожд. княжны Оболенской. Дети:
- Прасковья (1911—1969), с 1931 года жена Николая Сергеевича Мальцова (1907—1992), внука обер-гофмаршала В. А. Барятинского; после развода с ним вышла замуж (1946) за Георгия Филипповича Щербинина (1902—1954). Её дочь Екатерина Николаевна (Katia Maltzoff-Sozzani; р. 1932) — тёща поэта Иосифа Бродского.
- Константин (1912—1963), с 1937 года женат на своей кузине княгине Марии Николаевне Шаховской (1899—1940), урожд. княжне Гагариной; вторая жена (1948) — княгиня Александра Павловна Куракина (1902—1975), дочь князя П. М. Каткова-Шаликова.
- Мария (1913—1973), с 1940 года жена князя Михаила Дмитриевича Святополк-Мирского (1904—1994), профессора Военной академии в Вест-Пойнте.
- Елизавета (1915—1989), с 1936 года жена своего кузена князя Сергея Николаевича Гагарина (1904—1958), основателя Русского православного богословского фонда в Нью-Йорке.
- Екатерина (1917—1991), с 1956 года жена Александра Константиновича Львова (1900—1977), внука князя В. М. Голицына.
- Михаил (1919—1992), женат с 1946 года на своей кузине княжне Вере Сергеевне Трубецкой (род. 1926). Жена его опубликовала две книги о старце Арсении.
- Сергей (1922—1974), женат с 1946 года на своей кузине княжне Татьяне Сергеевне Трубецкой (1927—1997). Их сын Сергей, православный священник, женат на Елизавете Михайловне Лопухиной.

Овдовев, Бутенев женился (03.02.1935) на Ольге Александровне Хариновой (1893—1987), которая преподавала музыку его детям. Известна воспоминаниями о своих злоключениях во время Второй мировой войны. В 1954 году организовала с Софией Михайловной Зерновой на территории усадьбы Moulin de Senlis дом для русских детей-сирот.